# Ibrahim Abdul Razak
Ibrahim Abdul Razak (ur. 18 kwietnia 1983 w Akrze) – ghański piłkarz grający na pozycji ofensywnego pomocnika.

## Kariera klubowa
Karierę piłkarską Abdul Razak rozpoczął w klubie Liberty Professionals FC. W 1999 roku zadebiutował w jego barwach w ghańskiej Premier League. W tym samym roku odszedł do duńskiego Aalborga, jednak nie rozegrał w nim żadnego meczu.
W 2000 roku Abdul Razak trafił do Włoch i grał w amatorskim klubie SSD Castelfiorentino. Następnie w 2001 roku został zawodnikiem Empoli FC, w którym rozegrał 3 mecze w Serie B. W sezonie 2002/2003 był wypożyczony do francuskiego drugoligowca, AS Saint-Étienne. W 2003 roku wrócił do Empoli, ale ani razu nie zagrał w Serie A.
W 2004 roku Abdul Razak został zawodnikiem izraelskiego Maccabi Netanja. W 2005 roku awansował z nim z drugiej do pierwszej ligi. W 2006 roku był na krótko wypożyczony do Hapoelu Ra’ananna, a następnie wrócił do Ghany i w latach 2007–2008 grał w Liberty Professionals FC. Wiosną 2009 był piłkarzem egipskiego El-Ittihad El-Iskandary.
Latem 2009 Abdul Razak ponownie trafił do klubu izraelskiego, którym stał się Hapoel Akka. Zadebiutował w nim 12 września 2009 w meczu z FC Aszdod (0:1).
W 2011 roku Abdul Razak przeszedł do Hapoelu Beer Szewa. W nim swój debiut zanotował 29 stycznia 2011 w spotkaniu z Bene Sachnin (1:1). Następnie grał w zespołach Vissai Ninh Bình, Imereti Choni oraz Al-Najma SC.
| Sezon   | Klub                     | Kraj    | Rozgrywki                   | Mecze | Bramki |
| ------- | ------------------------ | ------- | --------------------------- | ----- | ------ |
| 1999    | Liberty Professionals FC | Ghana   | Premier League              | ?     | ?      |
| 1999/00 | Aalborg BK               | Dania   | Superligaen                 | 0     | 0      |
| 2000/01 | SSD Castelfiorentino     | Włochy  | Serie D                     | 9     | 1      |
| 2001/02 | Empoli FC                | Włochy  | Serie B                     | 3     | 0      |
| 2002/03 | AS Saint-Étienne         | Francja | Ligue 2                     | 25    | 2      |
| 2003/04 | Empoli FC                | Włochy  | Serie A                     | 0     | 0      |
| 2004/05 | Maccabi Netanja          | Izrael  | Liga Leumit                 | 20    | 6      |
| 2005/06 | Maccabi Netanja          | Izrael  | Ligat ha’Al                 | 29    | 4      |
| 2006/07 | Hapoel Ra’ananna         | Izrael  | Liga Leumit                 | 1     | 0      |
| 2006/07 | Liberty Professionals FC | Ghana   | Premier League              | ?     | ?      |
| 2007/08 | Liberty Professionals FC | Ghana   | Premier League              | ?     | ?      |
| 2008/09 | Liberty Professionals FC | Ghana   | Premier League              | ?     | ?      |
| 2008/09 | Al-Ittihad Aleksandria   | Egipt   | Ad-Dauri al-Misri al-Mumtaz | 5     | 0      |
| 2009/10 | Hapoel Akka              | Izrael  | Ligat ha’Al                 | 16    | 3      |
| 2010/11 | Hapoel Akka              | Izrael  | Ligat ha’Al                 | 14    | 0      |
| 2010/11 | Hapoel Beer Szewa        | Izrael  | Ligat ha’Al                 | 11    | 0      |

## Kariera reprezentacyjna
W reprezentacji Ghany Abdul Razak zadebiutował w 2001 roku. W 2002 roku został powołany do kadry Ghany na Puchar Narodów Afryki 2002. Na tym turnieju wystąpił w 4 meczach: z Marokiem (0:0), z Republiką Południowej Afryki (0:0), z Burkina Faso (2:1) i ćwierćfinale z Nigerią (0:1). W kadrze narodowej od 2001 do 2006 roku rozegrał 24 mecze. W 1999 roku wraz z reprezentacją U-17 zajął 3. miejsce w Mistrzostwach Świata 1999. Z kolei w 2001 roku z reprezentacją U-20 wywalczył wicemistrzostwo świata na Mistrzostwach Świata 2001.